# Peters
Peters is een van oorsprong Nederlandse, Duitse of Engelse achternaam. De naam is een patroniem van de voornaam Peter.

## Aantallen naamdragers

### Nederland
In Nederland kwam de naam in 2007 30.106 keer voor. Daarmee was het de 16e meest voorkomende achternaam van Nederland. De grootste concentratie woonde toen in de destijds nog bestaande gemeente Groesbeek met 2,827% van de bevolking daar.

### België
In België kwam de naam in 2008 3.543 keer voor. Dat was een lichte afname tegenover 1998. de grootste concentratie naamdragers woonde in 2008 in Bütgenbach, met 1,19%.

## Nederlandse naamdragers
- Aad Peters, poppenspeler, televisieproducent en ondernemer
- Antoine Peters, modeontwerper
- Arja Peters, pseudoniem van Chinnie van Erven, schrijfster
- Bart Peters, roeier
- Bas Peters, mountainbiker
- Ben Peters, kunstenaar
- Cas Peters, voetballer
- Ciska Peters, zangeres
- Cornelis Peters, architect en architectuurhistoricus
- Erwin Peters, diskjockey.
- Erwin Peters, hockeyer
- Eugène Peters, kunstschilder, graficus en beeldhouwer
- Frank Peters, pianist
- Gerard Peters, wielrenner
- Glenda Peters, zangeres
- Grace Peters, atleet en kunstenaar
- Herman Peters, rooms-katholiek missionaris en sociaal antropoloog
- Jaap Peters, oud-topman Aegon en voorzitter van de commissie Peters inzake "corporate governance"
- Jan Peters (filosoof), filosoof, bekend vanwege zijn geschriften over het existentialisme en de metafysica
- Jan Peters (voetballer, 1953), profvoetballer (Feyenoord)
- Jan Peters (voetballer, 1954), profvoetballer (onder meer N.E.C. en AZ'67)
- Jan Mathijs Peters, verzetsstrijder, burgemeester en Tweede Kamerlid
- Jo Peters, voetballer
- Jordens Peters, voetballer
- Karin Peters, schrijfster
- Lau Peters, architect
- Leonard Antoon Hubert Peters, minister van Uniezaken en Overzeese Rijksdelen in het kabinet-Drees I
- Loek Peters, acteur
- Louis Peters, Nederlands politicus van het CDA
- Maarten Peters, singer-songwriter
- Marc Peters, voetballer
- Marcel Peters, voetballer
- Maria Peters, producent, regisseur en schrijver
- Maria Liberia-Peters, premier van de Nederlandse Antillen van 1984 tot 1986 en van 1988 tot 1994.
- Mariko Peters, politica
- Marion H. Peters, historica en schrijfster
- Michiel Peters, lid van de popgroep de Nits
- Paul Peters, Eerste Kamerlid
- Paul Peters, burgemeester
- Peter Christianus Josephus Peters, burgemeester
- Piet Peters, wielrenner
- Piet Peters, voetballer
- Piet Peters, kunstenaar
- Rolf Peters, hockeyer
- Ruudt Peters, kunstenaar
- Sebastiaan Peters, pseudoniem van radio-dj Eddy Keur
- Sabine Peters, dressuurruiter, zowel individueel als in teamverband
- Sonja Peters, rolstoeltennisster
- Suzanne Peters, (tekst-)schrijver
- Theo Peters, politicus
- Theo Peters (~1946 - 2023), volkszanger, bekend als “Theetje Bruuns”
- Thomas Peters, beoogde eerste persoon die ouder werd dan 110 jaar
- Tim Peters, voetballer
- Wim Peters (atleet), atleet
- Wim Peters (burgemeester), burgemeester van Wijk bij Duurstede, Cothen en Losser

## Belgische naamdragers
- Anton Peters, acteur, theater- en televisieregisseur en theaterproducent
- Dave Peters, pseudoniem van de presentator Gerardus A. D. Peters
- Dorothea Schwall-Peters, lid van het Parlement van de Duitstalige Gemeenschap
- Joseph Péters, priester die tijdens de Tweede Wereldoorlog lid was van het verzet.
- Poll Peters, voetballer en voetbalcoach
- Wim Peters (acteur), Vlaams acteur

## Duitse naamdragers
- Arno Peters, wetenschapper bekend van de Projectie van Gall-Peters
- Christel Peters, actrice
- Christian Heinrich Friedrich Peters, Duits-Amerikaans astronoom
- Herbert Peters, beeldhouwer en graficus
- Ingrid Peters (artiest), eigenlijk Ingrid Probst, zangeres en presentatrice
- Josef Peters, formule 1-coureur
- Stephan Peters (D. S. Peters), een autoriteit op gebied van vogelpaleontologie, verbonden aan het Senckenberg-instituut in Frankfurt am Main
- Werner Peters, filmacteur
- Wilhelm Carl Hartwig Peters, zoöloog uit de 19e eeuw

## Naamdragers uit andere landen
- Alex Peters (1994), Brits wielrenner
- Ben Peters, Amerikaans componist
- Bernadette Peters, Amerikaans actrice
- Brock Peters, Amerikaans acteur
- Clarke Peters, geboren als Peter Clarke, Amerikaans acteur en toneelschrijver
- Ellis Peters, Britse schrijfster
- Evan Peters, Amerikaans acteur
- Jaime Peters, Canadees voetballer
- James A. Peters, Amerikaans herpetoloog
- Jean Peters, Amerikaans actrice
- Jiggs Peters, Amerikaans autocoureur
- Jim Peters, Brits langeafstandsloper
- Lenrie Peters, Gambiaans chirurg en schrijver
- Lyn Peters, Amerikaans actrice
- Martin Peters, Brits voetballer
- René Peters, Luxemburgs voetballer
- Rick Peters, geboren als John Christopher Depp III, Amerikaans acteur.
- Rodrigo Peters Marques, voetbalnaam Café, Braziliaans voetballer
- Russell Peters, Canadees stand-upcomedian
- Susan Peters, Amerikaans actrice
- Tom Peters, Amerikaans auteur van "In Search of Excellence"
- Yukio Peters of Yukio Peter, Nauruaans gewichtheffer

## Fictieve naamdragers
- Arthur Peters, personage uit de Nederlandse soapserie Goede tijden, slechte tijden